# 임익준
임익준(林翼晙, 1988년 3월 15일 ~ )은 전 KBO 리그 한화 이글스의 내야수이자, 현 독립 야구팀 스코어본 하이에나들의 코치이다. 그의 동생은 전 KBO 리그 삼성 라이온즈의 투수인 임익현이다.

## 선수 시절

### 아마추어 시절
2006년 제22회 세계 청소년 야구 선수권 대회에 양현종, 김광현, 김선빈 등과 함께 국가대표로 참가했다.

### 삼성 라이온즈시절
2007년에 2차 3순위 지명을 받아 입단했다.

### 상무 야구단시절
2007년 시즌 시작 전에 입대해 군 복무를 마쳤다. 송승준이 입대할 것으로 확실시됐으나 그가 롯데 자이언츠 입단을 위해 거절해서 결원이 생겼고, 대신 그가 그 자리에 들어온 것이었다.

### 삼성 라이온즈복귀
제대하여 돌아온 후 2010년에 처음 1군에 올라왔다. 2010 시즌에 주로 대주자 및 대수비로 출전했으며, 63타수 11안타, 1할대 타율을 기록했다. 2011년에는 1군에 올라오지 못했다.

### 한화 이글스시절
2011년 11월 22일에 2차 드래프트를 통해 이적하였다. 이후 육성 선수로 활동했다. 2015년 6월 28일 정민혁이 웨이버 공시되고 그가 정식으로 등록됐다. 2015년 시즌 후 웨이버 공시가 됐고, 이후 육성 선수로 신분이 전환됐다가 2016년 7월 29일 고동진이 웨이버 공시되고 그가 정식으로 등록됐다.

## 야구선수 은퇴 후
2021년부터 독립 야구팀 스코어본 하이에나들의 코치로 활동한다.

## 트리비아
- 동생이 입단한 해인 2009년과 2010년에 같은 팀에서 함께 활동했으나 동생은 2010 시즌 후 방출됐다.

## 출신 학교
- 광주화정초등학교
- 광주충장중학교
- 광주동성고등학교

## 등번호
- '9' (2009년)
- '3' (2010년 ~ 2011년)
- '53' (2012년)
- '66' (2013년 ~ 2015년)
- '60' (2016년)
- '2' (2017년 ~ 2018년)

## 통산 기록
| 연도 | 팀명  | 타율  | 경기 | 타수 | 득점 | 안타 | 2루타 | 3루타 | 홈런 | 루타 | 타점 | 도루 | 도실 | 볼넷 | 사구 | 삼진 | 병살 | 실책 |
| ---- | ----- | ----- | ---- | ---- | ---- | ---- | ----- | ----- | ---- | ---- | ---- | ---- | ---- | ---- | ---- | ---- | ---- | ---- |
| 2010 | 삼성  | 0.175 | 64   | 63   | 11   | 11   | 0     | 0     | 1    | 11   | 5    | 4    | 3    | 0    | 0    | 16   | 3    | 0    |
| 2012 | 한화  | 0.000 | 10   | 5    | 1    | 0    | 0     | 0     | 0    | 0    | 0    | 1    | 0    | 0    | 0    | 2    | 0    | 1    |
| 2013 | 한화  | 0.254 | 36   | 63   | 6    | 16   | 1     | 0     | 0    | 17   | 1    | 1    | 3    | 4    | 0    | 13   | 3    | 1    |
| 2014 | 한화  | 0.300 | 6    | 10   | 2    | 3    | 0     | 0     | 0    | 3    | 0    | 0    | 0    | 0    | 0    | 3    | 0    | 2    |
| 2015 | 한화  | 0.000 | 4    | 2    | 1    | 0    | 0     | 0     | 0    | 0    | 1    | 0    | 0    | 0    | 0    | 0    | 0    | 0    |
| 2016 | 한화  | 0.000 | 3    | 2    | 0    | 0    | 0     | 0     | 0    | 0    | 0    | 0    | 0    | 0    | 0    | 1    | 0    | 0    |
| 2017 | 한화  | 0.250 | 30   | 36   | 7    | 9    | 1     | 0     | 0    | 10   | 2    | 1    | 0    | 7    | 0    | 8    | 2    | 1    |
| 통산 | 7시즌 | 0.215 | 153  | 181  | 27   | 39   | 2     | 0     | 1    | 41   | 9    | 7    | 6    | 11   | 0    | 43   | 8    | 5    |